# ويليام هنري دانفورث
ويليام هنري دانفورث (بالإنجليزية: William Henry Danforth)‏ هو طبيب وأستاذ جامعي أمريكي، ولد في 10 أبريل 1926 في سانت لويس في الولايات المتحدة.